# Школьная библиотека

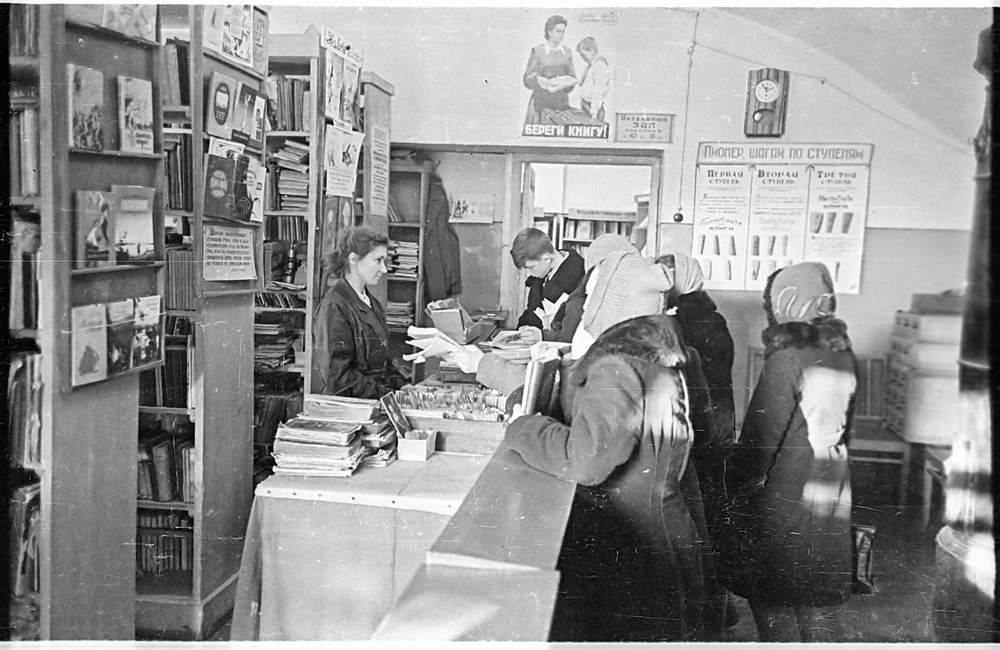
Детская библиотека в г. Переславль, 1959

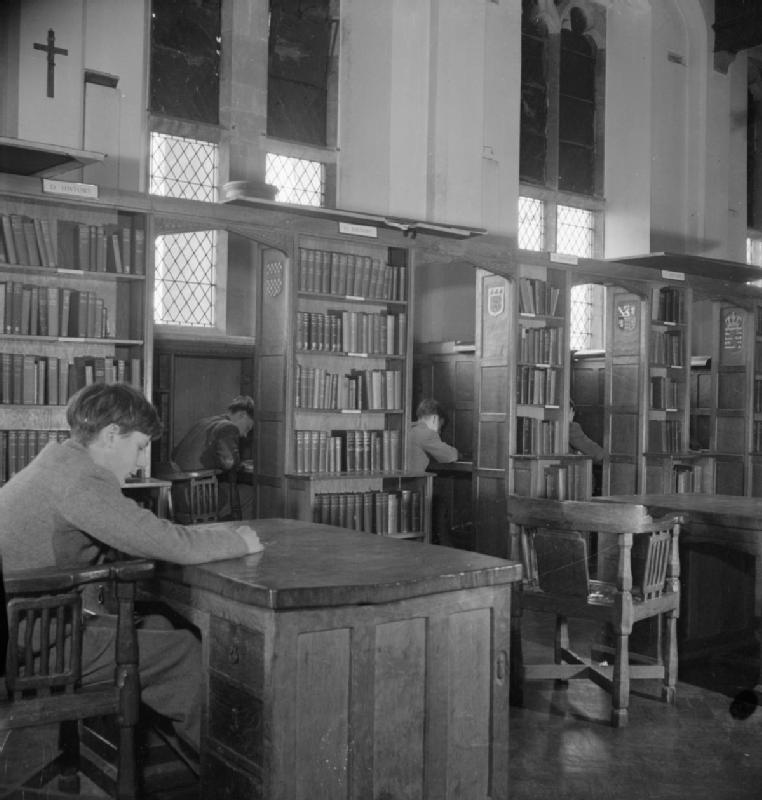
Школьная библиотека в Великобритании, 1943

Школьная библиотека — это одно из структурных подразделений школы по хранению и выдаче образовательных и детских книг (библиотека). В современных школах — информационное пространство, в котором обеспечен доступ к специализированным источникам информации.
Ученики, сотрудники школ, а иногда и родители учеников имеют возможность получить в школьной библиотеке доступ к различным ресурсам. Цель школьной библиотеки — обеспечить всех членов школьного сообщества равный доступ «к книгам и чтению, к информации и информационным технологиям». Медиацентр школьной библиотеки «использует все виды информационных технологий, в том числе Интернет, для сбора информации. Школьные библиотеки отличаются от публичных библиотек тем, что они ориентированы в первую очередь на учеников и служит центром и координирующим органом для всех материалов, используемых в школе».

## История
В России библиотека есть в каждом общеобразовательном учреждении. Обеспеченность библиотеки необходимыми материалами учитывается при лицензировании образовательного учреждения. Бесплатный доступ к материалам школьных библиотек закреплён на законодательном уровне. Под материалами (ресурсами библиотеки) понимаются не только печатная литература, но и различные информационные материалы на любых носителях.

### Императорская Россия
Появление в России школьной библиотеки как особого типа учебной библиотеки относится к концу 17 века, по ходатайству жителей Москвы. Они появляются при гимназиях, кадетских корпусах, реальных училищах, средних и низших учебных заведениях, при церковно-приходских школах и других учебных заведениях. К началу 30-х годов 19 века в России было уже 62 гимназические библиотеки и несколько десятков при уездных училищах. Решающую роль в развитии школьных библиотек сыграла реформа 1860-х годов. Началось создание народной школы, что повлекло за собой создание сети ученических библиотек. Основными средствами финансирования являлись добровольные пожертвования населения и плата за обучение.

### СССР
«Коммунистическая партия и Советское правительство уделяют большое внимание воспитанию подрастающего поколения. … Наши дети должны получить такое образование и воспитание, чтобы в будущем они сумели достойно решать дальнейшие задачи коммунистического строительства. … У детской библиотеки нет более важной и почетной обязанности, чем помощь школе в воспитании и обучении молодого поколения нашей страны. Поэтому работникам библиотек необходимо добиваться того, чтобы пропаганда книги, руководство чтением детей в библиотеках были тесно связаны с учебно-воспитательными задачами школы».
«Июньский пленум ЦК КПСС 1963 года, посвященный идеологической работе, рекомендовал всем государственным учреждениям и общественным организациям сосредоточить свои усилия на формировании коммунистического мировоззрения трудящихся, на воспитании активных и сознательных строителей коммунизма, на повышении образованности и культуры народа. … С помощью художественной и научно-популярной литературы библиотекарь участвует в обучении и воспитании школьников».

### Другие страны

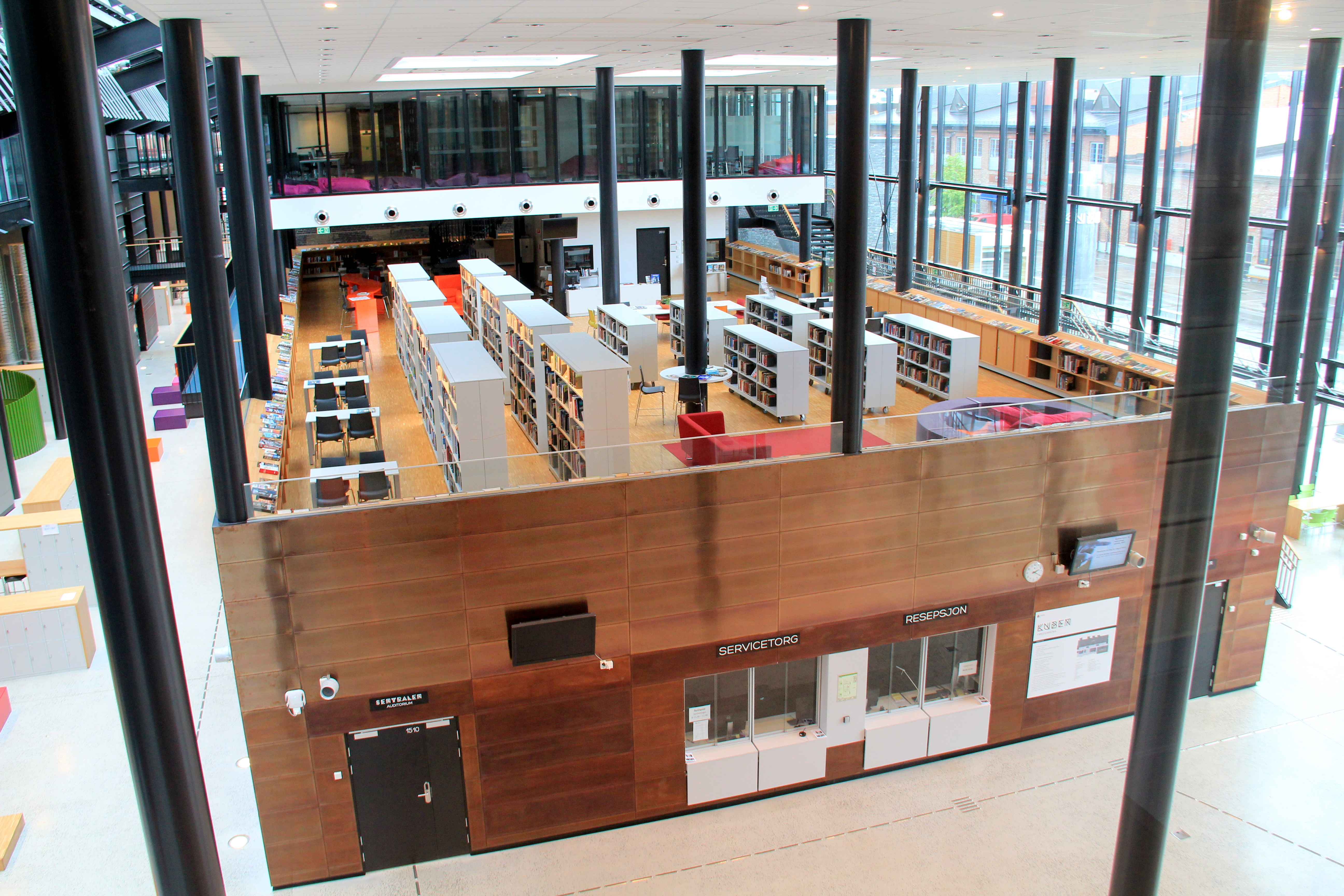
Норвегия, 2014

В США процент общественных школ, имеющих библиотеки, увеличился с 36 % в 1950-е годы до 92 % к 2000 году, также они есть практически во всех частных школах.
Исследования, проведённые в 19 штатах США и одной канадской провинции, доказали, что школьные библиотеки оказывают положительное влияние на успеваемость учащихся. Основным выводом этих исследований было то, что учащиеся, имеющие доступ к хорошо поддерживаемой программе школьных библиотек с квалифицированным специалистом по школьным библиотекам, получили более высокие оценки по чтению независимо от их социально-экономического статуса. Кроме того, исследование, проведенное в штате Огайо, показало, что 99,4 % опрошенных учеников считают, что их школьные библиотекари и программы для школьной библиотеки помогли им добиться успеха в школе. Отчёт, в котором сообщалось о подобных выводах, был составлен Мишелем Лонсдейлом в Австралии в 2013 году.

## Школьные информационно-библиотечные центры
Концепция развития Школьных информационно-библиотечных центров (ШИБЦ) в России, 2016 года: Приказ № 715 Минобрнауки от 15 июня 2016 г.
Целью ШИБЦ является обеспечение современных условий обучения и воспитания как ключевого инструмента новой инфраструктуры образовательной организации.

## Задачи и функции
Задачи школьной библиотеки:
- обеспечение информационно-библиотечного сопровождения реализации основной образовательной программы общеобразовательной организации;
- организация комплексного информационно-библиотечного обслуживания участников образовательных отношений, обеспечение их свободного и безопасного доступа и информации, знаниям, идеям, культурным ценностям в контексте информационного, культурного и языкового разнообразия;
- содействие в поддержке государственного языка;
- формирование у пользователей навыков независимого библиотечного поведения и содействие в развитии навыков самообразования;
- формирование и развитие у обучающихся читательской грамотности и культуры; Организация информационно-библиотечной работы в целях духовно-нравственного, гражданского и трудового воспитания обучающихся
- содействие в развитии творческих способностей, социализации личности, профориентации обучающихся, в том числе, с ограниченными возможностями здоровья
- формирование основного и дополнительного фондов в соответствии с профилем учебной и методической деятельности ОО и информационными потребностями пользователей
- организация библиотечной внеурочной образовательной деятельности в рамках реализации образовательной программы ОО
- участие в работе ассоциаций школьных библиотек и (или) центров их методической поддержки.

В школьной библиотеке имеются:
- абонемент (место, где выдают книги)
- читальный зал (если помещение библиотеки небольшое, то 2-3 стола для чтения)
- книгохранилище (отдельное или совмещённое с абонементом)
- библиотечный фонд: учебный фонд и фонд дополнительной и художественной литературы
- каталоги и картотеки (на устаревших карточках или в электронном виде)
- читательские формуляры (в бумажном и(или) в электронном виде)
- парты, стулья и школьная доска (обычно совмещена с абонементом; если школьная библиотека используется для ведения уроков)
- ТСБР (компьютеры, принтеры, ксероксы, сканеры и т.п…).

Функции школьной библиотеки:
- комплектование библиотечного фонда (обеспечение учащихся и педагогов учебной, справочной, художественной литературой на различных носителях информации)
- обработка и систематизация документов (библиографическое описание документов, их классификация, техническая обработка, оформление и расстановка фондов)
- ведение научной работы (составление электронных энциклопедий и т.п…).
- ведение справочно-поискового аппарата (каталогов, картотек и баз данных)
- информационная поддержка учебного процесса (выставки новинок, списки литературы, обзоры и пр.)
- деятельность по привлечению детей к чтению и знаниям (подготовка и проведение мероприятий, направленных на развитие интереса к чтению: читательские конференции, библиотечные беседы, выставки литературы, выставки по отраслям знаний из интернета Online-энциклопедий и др.).
- мероприятия в помощь развитию информационной грамотности пользователей (библиотечные уроки) и мероприятия по сохранности библиотечного фонда (рейды)
- ведение учётной и планово-отчётной документации (ведётся библиотечным работником: заведующим библиотекой (в большинстве случаев), библиотекарем, педагогом-библиотекарем, в зависимости от существующей в школе ставки).

## Мероприятия по развитию и модернизации школьных библиотек в России
Федеральная целевая программа развития образования Минобрнауки РФ
Конкурс ФЦПРО-2.3-08-2. «Развитие школьной библиотеки»
Конкурс ФЦПРО-2.3-03-04. «Современная школьная библиотека: формирование инфраструктуры чтения»
Школьные библиотеки субъектов РФ прошедшие модернизацию:
- Информационно- библиотечный центр МАОУ СОШ № 1 «ШКОЛА СКОЛКОВО-ТАМБОВ»
- ОБОУ «Школа-интернат № 2 им. Г. А. Карманова». г. Курск, Курская область
- МАОУ «СОШ № 6 с УИОП», г. Калининград, Калининградская область
- МАОУ «СОШ № 15», г. Губаха, Пермский край
- МБОУ «Гимназия № 1», г. Салават, Республика Башкортостан